# バンジャマン・ゴダール
バンジャマン・（ルイ・ポール）・ゴダール（Benjamin (Louis Paul) Godard, 1849年8月18日 – 1895年1月10日）は19世紀フランスの作曲家。オペラ作曲家としての成功を望み、おびただしい数の作品を遺したが、今日ではほとんどが忘れられており、かろうじてサロン小品の作曲家として記憶されているにすぎない。
ユダヤ人の家庭に生まれる。パリ音楽院でルベに和声法を、ヴュータンにヴァイオリンを師事。ヴュータンに同行して2度ドイツを訪れている。室内楽にも没頭した。
ゴダールは実にやすやすと作曲し、あらゆるジャンルにわたって大量に作曲を行なった。1876年に《ヴァイオリン協奏曲「ロマンティック」》（Concerto romantique）がコンセール・ポピュレールにおいて初演され、その他の大作もこの演奏会で上演された。
1878年に、パリ音楽院院長テオドール・デュボワと、パリ市主催の作曲コンクールにおいて優勝を分かち合った。入賞作品は合唱交響曲《タッソーLe Tasso》であり、ことによると最も重要なゴダール作品かもしれない。その頃から驚くほどたくさんの作品を物している。4つの歌劇のうち、《サラメアのペドロ Pedro de Zalamea》は1884年にアントウェルペンで、人気の「子守唄」の出典である《ジョスラン Jocelyn》は1888年2月25日にベルギー・ブリュッセルのモネ劇場で初演された。
そのほかに管弦楽曲やバレエ音楽、協奏曲、演奏会用序曲を数多く残しており、《交響曲「伝説」Symphonie légendaire 》《交響曲「ゴチック風」Symphonie gothique 》、管弦楽曲《ディアーヌ Diane 》、ピアノ曲《マズルカ第2番》《ワルツ第2番》《Au Matin》《Postillon》《En Courant》《En Train》《Les Hirondelles》は特筆するに値しよう。数多くの《ヴァイオリン・ソナタ》のうち《第4番》作品12は、第2楽章のスケルツォに変拍子（5/4拍子）を用いている。繊細この上ない歌曲も100曲以上手懸け、《フロリアンの唄》はさまざまに編曲されて人気を呼んだ。《12の歌曲》作品12では自らの詩を用いている。
ゴダール作品は、たとえ単に膨大な作品数のためにすぎないにせよ、類がない。ゴダールは割合に小規模な作品において、最も本領を発揮している。より野心的な作品のうち、最も個性的と言いうるのは、《伝説交響曲》であろう。
晩年のゴダールは結核に苦しみ、1892年にコート・ダジュールへ隠棲して1895年にカンヌで死去した。パリのタヴェルニーの家族の墓地へ埋葬されている。